# Zoe i przyjaciele
Zoe i przyjaciele (ang. Zoe, Duncan, Jack and Jane, znany również jako Zoe..., 1999–2000) – amerykański serial komediowy stworzony przez Daniela i Sue Paige.
Światowa premiera serialu miała miejsce 17 stycznia 1999 roku na antenie The WB. Ostatni odcinek został wyemitowany 1 czerwca 2000 roku. W Polsce serial nadawany był na kanale TVN 7.

## Opis fabuły
Serial opowiada o losach czterech przyjaciół - Zoe, Duncana, Jacka i Jane, którzy mieszkają w Nowym Jorku w Greenwich Village.

## Obsada
- Selma Blair jako Zoe Bean
- David Moscow jako Duncan Milch
- Michael Rosenbaum jako Jack Cooper
- Azura Skye jako Jane Cooper

## Spis odcinków
| N/o            | Tytuł angielski                         |
| -------------- | --------------------------------------- |
|                |                                         |
| SERIA PIERWSZA |                                         |
|                |                                         |
| 01             | Pilot                                   |
|                |                                         |
| 02             | Everything You Wanted to Know About Zoe |
|                |                                         |
| 03             | When Zoe Met Johnny                     |
|                |                                         |
| 04             | To Jack, from Zoe                       |
|                |                                         |
| 05             | Sympathy for Jack                       |
|                |                                         |
| 06             | Hard Cheese on Zoe                      |
|                |                                         |
| 07             | The Trouble with Jane                   |
|                |                                         |
| 08             | A Good Man is Hard to Find              |
|                |                                         |
| 09             | The Advice                              |
|                |                                         |
| 10             | Under Mom's Thumb                       |
|                |                                         |
| 11             | Down and Out at Bleecker and Houston    |
|                |                                         |
| 12             | Zoe Under the Influence                 |
|                |                                         |
| 13             | Run, Man Ray, Run                       |
|                |                                         |
| SERIA DRUGA    |                                         |
|                |                                         |
| 14             | Three Years Later (a.k.a. No Good Deed) |
|                |                                         |
| 15             | The Customer is Always Vic              |
|                |                                         |
| 16             | I Don't Feel So Good                    |
|                |                                         |
| 17             | Kiss of Death                           |
|                |                                         |
| 18             | The Feud                                |
|                |                                         |
| 19             | A Midsummer Night's Nightmare           |
|                |                                         |
| 20             | Crossing the Line                       |
|                |                                         |
| 21             | Desperately Seeking Zoe                 |
|                |                                         |
| 22             | Tall, Dark and Duncan's Boss            |
|                |                                         |
| 23             | My Dinner with Andy                     |
|                |                                         |
| 24             | Too Much Pressure                       |
|                |                                         |
| 25             | Party Girls                             |
|                |                                         |
| 26             | Three Years Later                       |
|                |                                         |